# Townsend (Delaware)
Townsend – miasto w Stanach Zjednoczonych, w stanie Delaware, w hrabstwie New Castle.